# Universidad de Turín
La Universidad de Turín (en italiano Università degli Studi di Torino) es una universidad pública ubicada en la ciudad de Turín, al noroeste de Italia. Fundada en 1404, es una de las universidades más antiguas de Europa y continúa siendo un importante centro de estudio e investigación.

## Historia
La Universidad de Turín se fundó al principio del siglo XV (1404) por iniciativa del último príncipe de Acaya, Ludovico, gobernando el entonces conde Amadeo VIII, futuro primer duque de Saboya. Empezó a tomar una forma moderna, basándose en el modelo de la Universidad de Bolonia, con la reforma de Manuel Filiberto de Saboya, pero no se desarrolló mucho hasta la reforma de Víctor Amadeo II, que la convirtió en un modelo de referencia para muchas otras universidades y creó incluso el Collegio delle Province. En el siglo XIX se convirtió en una de las más prestigiosas de Italia.
Sucesivamente, en el siglo siguiente, la institución universitaria turinesa fue uno de los centros del antifascismo italiano. Durante el período de postguerra, a pesar de que el número de estudiantes y el crecimiento edilicio hayan sido imponentes, la universidad empezó a perder centralidad, hasta que, al final del siglo, el rol científico del ateneo recibió nuevos estímulos por parte de otros centros de investigación nacionales e internacionales, entidades locales y el ministerio de la educación. A finales de los años 80, las sedes periféricas de Alessandria, Novara, y Vercelli han sido reconocidas como autónomas en la nueva Universidad de los estudios del Piamonte Oriental Amedeo Avogadro.
El emblema representa el poder de la familia Saboya en la cultura: en eso figuran el sol (Dios) que ilumina el águila (símbolo de los Saboya) que domina sobre el toro (la ciudad) y ese último tumbado sobre los libros (la cultura y la Biblia).

## Organización

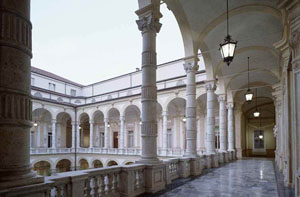
Palacio de los Emblemas.

La Universidad de Turín se compone de 12 facultades:
- Facultad de Agricultura
- Facultad de Economía
- Facultad de Idiomas Extranjeros y Literatura
- Facultad de Derecho
- Facultad de Filosofía y Letras
- Facultad de Matemáticas, Física y Ciencias Naturales
- Facultad de Medicina y Cirugía
- Facultad de Farmacia
- Facultad de Ciencias Políticas
- Facultad de Psicología
- Facultad de Veterinaria
- Facultad de Ciencias de la Formación

Además, las facultades están subdivididas en 55 departamentos universitarios, organizados en sectores de investigación análogos según las metodologías y objetivos. Existen asimismo, 13 centros de Investigación y de Servicios interdepartamentales que cubren casi todos los campos del saber.

## Investigación
En esta universidad están activos tres Centros de Excelencia en la Investigación, financiados y reconocidos por el Ministerio de la Investigación.
Los Centros de Excelencia son:
- NIS (Nanostructured Interfaces and Surfaces - Superfici ed Interfacce Nanostrutturate - Superficies e Interfaces Nanoestructuradas)
- CIM (Centro Imaging Molecolare)
- MBC (Molecular Biotecnology Center - sede della Scuola Universitaria di Biotecnologie - Escuela Universitaria de Biotecnologías).

## Museos
La historia de las colecciones científicas de la universidad turinesa empieza con la creación de museo de la universidad, querido en 1739 por Carlos Emanuel III de Saboya. Con el pasar del tiempo las colecciones han sido enriquecidas y organizadas en museos independientes, constituyendo un extraordinario patrimonio de bienes culturales científicos. Hoy en día estos museos están al centro de proyectos de valoración desarrollados con la colaboración entre universidad, región Piamonte, ciudad de Turín y ministerio de la Educación.
Los museos de mineralogía, de geología y paleontología, de zoología y anatomía comparada han sido encomendados al Museo Regional de Ciencias Naturales en 1980. Los museos de anatomía humana, antropología criminal, antropología y etnografía entran en el proyecto «Museo del hombre». Este último, que se está desarrollando con la colaboración entre universidad y la región, se hallará en el palacio donde ya es posible visitar el de anatomía.

## Bibliotecas
Las bibliotecas de la Universidad de Turín están repartidas en bibliotecas de facultad, interdepartamentales y departamentales, por un total de 52 bibliotecas.

## Premios Nobel
- 1969: Salvador E. Luria (Medicina)
- 1975: Renato Dulbecco (Medicina)
- 1986: Rita Levi Montalcini (Medicina)

## Doctores honorarios
- 2015 Umberto Eco
- 2014 Anselm Kiefer
- 2014 Werner Gephart
- 2014 Ludwik Flaszen
- 2014 Mario Vargas Llosa
- 2012 Alison Jolly
- 2012 Akira Fujishima
- 2012 Maria New
- 2012 David Mumford
- 2012 Satya Vrat Shastri
- 2012 Marcello Cesa-Bianchi
- 2011 Riccardo Muti
- 2007 Arthur Coleman Danto
- 2007 Gueorguii Timopheevich Zatsepin
- 2007 Maria Luisa Cosso
- 2007 Jonella Francesca Ligresti
- 2007 David King
- 2006 George Albert Zarb
- 2006 Thomas Kinsella
- 2006 Juan José Millàs
- 2006 Judah Folkmann
- 2006 Donald David Sisson
- 2005 Leopoldo Elia
- 2005 Enrico Mugnaini
- 2005 Günter Kunert
- 2005 Pierre Boulez
- 2005 Victor Del Litto
- 2005 Beppe Fenoglio
- 2005 Salvatore Scarpitta
- 1896 Don Aldo Bonzi